# ویلدنتال (آیبنشتوک)
ویلدنتال (به آلمانی: Wildenthal) یک منطقهٔ مسکونی در آلمان است که در آیبن‌اشتوک واقع شده‌است. ویلدنتال ۳۲۰ نفر جمعیت دارد.